# 航程方位図法

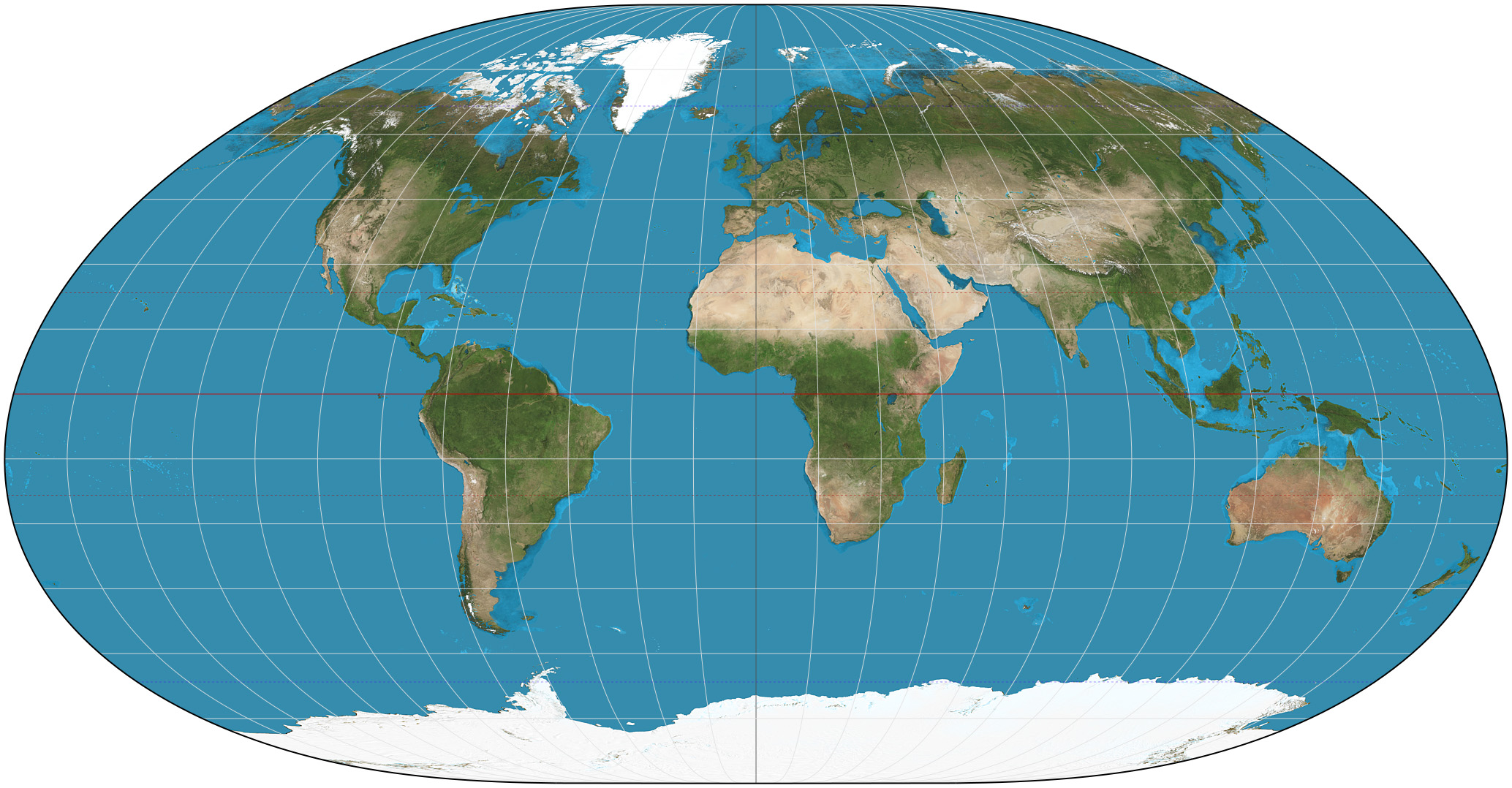
北緯30°、経度0°を中心とする航程方位図法

北緯50°、経度0°を中心とする航程方位図法におけるテイソーの指示楕円

航程方位図法（Loximuthal projection）は、地図投影法の一種で、中心点からの等角航路が直線で表されて、その長さと中央経線との角度が正しい図法である。1935年にカール・シーモンが考案した。名称の Loximuthal （Loxodoromic（航程線、斜航法）+ Azimuthal）はウェルド・R・トブラーが発案した。中心点が赤道上である場合については、16世紀に類似の図法が存在した。
中心点を緯度 {\displaystyle \phi _{0}}、経度 {\displaystyle \lambda _{0}}とするとき、緯度 {\displaystyle \phi }、経度 {\displaystyle \lambda } の地点は地図上の直交座標で
{\displaystyle x={\frac {(\lambda -\lambda _{0})(\phi -\phi _{0})}{\log(\tan({\frac {\pi }{4}}+{\frac {\phi }{2}}))-\log(\tan({\frac {\pi }{4}}+{\frac {\phi _{0}}{2}}))}}={\frac {(\lambda -\lambda _{0})(\phi -\phi _{0})}{\operatorname {gd} ^{-1}\phi -\operatorname {gd} ^{-1}\phi _{0}}}}
{\displaystyle y=\phi -\phi _{0}}
になる（{\displaystyle \operatorname {gd} } はグーデルマン関数、角度の単位はラジアン）。ただし{\displaystyle \phi =\phi _{0}}のときは
{\displaystyle x=(\lambda -\lambda _{0})\cos \phi _{0}}
とする。
全ての等角航路が直線になるメルカトル図法とは違い、中心点からの等角航路だけが直線となるが、等角航路の長さという意味で正距である。等角航路は等角スパイラル同様に無限に回り続けるが、経度で見て半周分の「最短等角航路」だけで地球全体を表示できる。
メルカトル図法は経線が等間隔の平行直線であるのに対して、この図法は緯線が等間隔の平行直線であり、その点では逆の図法と言える。